# Klatki (Krzątka)
Klatki – przysiółek wsi Krzątka w Polsce, położona w województwie podkarpackim, w powiecie kolbuszowskim, w gminie Majdan Królewski.
W latach 1975–1998 przysiółek administracyjnie należał do województwa tarnobrzeskiego.
W miejscowości znajduje się szkoła podstawowa.